# I cavalieri della notte
I cavalieri della notte (The Moon Riders), anche noto col titolo della ridistribuzione del 1927 Paladini della morte, è un serial cinematografico muto del 1920 diretto da B. Reeves Eason (con il nome Reeves Easton) e da Theodore Wharton, di genere western. È considerato un film perduto.

## Episodi
1. Over the Precipice
2. The Masked Marauders
3. The Red Rage of Jealousy
4. Vultures of the Hills
5. The Death Trap
6. Caves of Mystery
7. The Menacing Monster
8. At the Rope's End
9. The Triple Menace
10. The Moon Rider's Bride
11. Death's Door
12. The Pit of Fire
13. The House of Doom
14. Unmasked
15. His Hour of Torture
16. The Flaming Peril
17. Rushing Waters
18. Clearing Skies

## Produzione
Il film fu prodotto dall'Universal Film Manufacturing Company.

## Distribuzione
Distribuito dall'Universal Film Manufacturing Company, il serial uscì nelle sale cinematografiche USA in 18 episodi di due rulli ciascuno. Il primo episodio, Over the Precipice, uscì il 26 aprile 1920. Il film è, presumibilmente, perduto.
In Italia venne distribuito la prima volta nel 1922, e ridistribuito nel 1927 col titolo Paladini della morte.